# MTV Video Music Awards Japan
Die MTV Video Music Awards Japan (VMAJ) wurden erstmals im Jahre 2002 in verschiedenen Kategorien vergeben. Sie sind die ersten japanischen Awards, mit denen sowohl nationale als auch internationale Künstler geehrt werden.

## Geschichte
Wie bei den Pendants in anderen Ländern werden die Gewinner über ein Votingverfahren durch die Zuschauer und Musikfans bestimmt. Dabei trifft MTV Japan eine Vorauswahl unter denen abgestimmt werden kann. Die Kategorien änderten sich über die Jahre immer wieder. In den verschiedenen Kategorien gab es zunächst eine Gleichbehandlung zwischen internationalen und japanischen Künstlern, ab 2015 wurden jedoch separate Kategorien eingefügt.
Die Verleihung fand in verschiedenen Städten statt. Ab 2015 fand sie in Tokio statt, wo sie schon 2002, 2006 und 2010 vergeben wurden.
Eine besondere Verleihung fand beim zehnjährigen Jubiläum 2011 statt. Nach dem Tōhoku-Erdbeben 2011 stand die Veranstaltung im Herzen der Kampagne Music of Hope von MTV Japan. Daher wurde die Awardshow in MTV Video Music Aid Japan umbenannt. Neben besonderen Auftritten wurden auch Spenden gesammelt. Bei den Abstimmungen spendete MTV Japan pro Abstimmungsvorgang zehn Yen an das Japanische Rote Kreuz.
2020 musste die Veranstaltung auf Grund der COVID-19-Pandemie erstmals ohne Publikum im Rahmen einer Onlineverleihung stattfinden.

## Verleihungen
| Jahr | Datum              | Ort                                      | Stadt    | Moderator                               | Ref.          |
| ---- | ------------------ | ---------------------------------------- | -------- | --------------------------------------- | ------------- |
| 2002 | 24. Mai 2002       | Tokyo International Forum                | Tokio    | London Boots Ichi-gō Ni-gō              | [ 4 ]         |
| 2003 | 25. Mai 2003       | Saitama Super Arena                      | Saitama  | Zeebra und Nana Katase                  | [ 5 ]         |
| 2004 | 23. Mai 2004       | Tokyo Bay NK Hall                        | Urayasu  | Tomomitsu Yamaguchi                     | [ 6 ]         |
| 2005 | 29. Mai 2005       | Tokyo Bay NK Hall                        | Urayasu  | Takashi Fujii und Megumi                | [ 7 ]         |
| 2006 | 27. Mai 2006       | Yoyogi National Gymnasium                | Tokio    | Mokomichi Hayami und Masami Hisamoto    | [ 8 ]         |
| 2007 | 26. Mai 2007       | Saitama Super Arena                      | Saitama  | Misaki Itō und Hidehiko Ishizuka        | [ 9 ]         |
| 2008 | 31. Mai 2008       | Saitama Super Arena                      | Saitama  | Cyril                                   | [ 10 ]        |
| 2009 | 30. Mai 2009       | Saitama Super Arena                      | Saitama  | Gekidan Hitori                          | [ 11 ]        |
| 2010 | 29. Mai 2010       | Yoyogi National Gymnasium                | Tokio    | ohne festen Moderator                   | [ 12 ]        |
| 2011 | 25. Juni 2011      | Makuhari Messe                           | Chiba    | AKB48                                   | [ 13 ]        |
| 2012 | 23. Juni 2012      | Makuhari Messe                           | Chiba    | Perfume                                 | [ 14 ]        |
| 2013 | 22. Juni 2013      | Makuhari Messe                           | Chiba    | Nobuaki Kaneko und Atsuko Maeda         | [ 15 ]        |
| 2014 | 14. Juni 2014      | Maihama Amphitheater                     | Urayasu  | Sayumi Michishige                       | [ 16 ]        |
| 2015 | 26. November 2015  | act*square                               | Tokio    | Verbal                                  | [ 17 ] [ 18 ] |
| 2016 | 26. Oktober 2016   | Shinkiba STUDIO COAST                    | Tokio    | Rip Slyme                               | [ 19 ] [ 20 ] |
| 2017 | 27. September 2017 | Shinkiba STUDIO COAST                    | Tokio    | Ken Ayuga & JOANN                       | [ 21 ]        |
| 2018 | 10. Oktober 2018   | Shinkiba STUDIO COAST                    | Tokio    | Ken Ayuga & JOANN                       | [ 22 ]        |
| 2019 | 18. September 2019 | Shinkiba STUDIO COAST                    | Tokio    | Hinatazaka46                            | [ 23 ]        |
| 2020 | 29. Oktober 2020   |                                          | Tokio    | Bish                                    | [ 24 ] [ 25 ] |
| 2021 | 18. Dezember 2021  |                                          | Tokio    | Akari Kitō und Ken Ayugai               | [ 26 ]        |
| 2022 | 02. November 2022  | Musashino Forest Sports Plaza Main Arena | Chōfu    | Iwai Yuki, Mukai Satoshi und Yuka Sagai | [ 27 ] [ 28 ] |
| 2023 | 22. November 2023  | K Arena                                  | Yokohama | Ryōta Yamasato, Sachi Fujī              | [ 29 ] [ 30 ] |

## Aktuelle Kategorien

### Hauptpreise
- Video of the Year
- Best Male Video – Japan /  International
- Best Female Video – Japan / International
- Best Group Video – Japan / International
- Best New Artist – Japan / International
- Best Rock Video
- Best Alternative Video
- Best Pop Video
- Best R&B Video
- Best Hip-Hop Video
- Best Dance Video
- Best Collaboration Video
- Best Art Direction Video
- Best Cinematography
- Best Choreography

### Spezialpreise
- Artist of the Year
- Song of the Year
- Best Album of the Year
- Music Video Breakthrough Song
- Best Buzz Award
- Rising Star Award
- Inspiration Award Japan

## Preisträger

### 2002
- Video of the Year: Mr. Children – Kimi Ga Suki
- Best Male: Ken Hirai
- Best Female: Ayumi Hamasaki
- Best Group: Backstreet Boys
- Best New Artist: Rip Slyme
- Best Rock: Dragon Ash
- Best Pop: Chemistry
- Best R&B: Hikaru Utada
- Best Hip-Hop: Rip Slyme
- Best Dance: The Chemical Brothers
- Best Website: L'Arc-en-Ciel (www.LArc-en-Ciel.com)
- Best Video from a Film: Christina Aguilera, Lil’ Kim, Mýa und Pink – Lady Marmalade (aus Moulin Rouge!)
- Best Live Performance: Oasis
- Inspiration Award – Japan: Namie Amuro
- Inspiration Award – International: Jay-Z
- Best Asian Artist: Jay Chou
- Legend Award: Jimmy Page

### 2003
- Video of the Year: Rip Slyme – Rakuen Baby
- Album of the Year: Chemistry – Second to None
- Best Male Video: Craig David – What’s Your Flava?
- Best Female Video: Hikaru Utada – Sakura Dogs
- Best Group Video: Rip Slyme – Rakuen Baby
- Best New Artist: Avril Lavigne – Complicated
- Best Rock Video: Red Hot Chili Peppers – By the Way
- Best Pop Video: Blue – One Love
- Best R&B Video: Crystal Kay – Girl U Love
- Best Hip-Hop Video: Rip Slyme – Funkatastic
- Best Dance Video: Supercar – Yumegiwa Last Boy
- Best Video from a Film: Eminem – Lose Yourself (aus 8 Mile)
- Best Collaboration: Suite Chic featuring Firstklas – Good Life
- Best Live Performance: Kick the Can Crew
- Legend Award: Run-D.M.C.

### 2004
- Video of the Year: Missy Elliott – Pass That Dutch
- Album of the Year: OutKast – Speakerboxxx/The Love Below
- Best Male Video: Pharrell feat. Jay-Z – Frontin’
- Best Female Video: Ayumi Hamasaki – Because of You
- Best Group Video: Kick the Can Crew – Saga Continue
- Best New Artist: Orange Range – Shanghai Honey
- Best Rock Video: Good Charlotte – The Anthem
- Best Pop Video: Ayumi Hamasaki – No Way to Say
- Best R&B Video: Namie Amuro – Put ‘em Up
- Best Hip-Hop Video: Zeebra – Touch the Sky
- Best Dance Video: BoA – Double
- Breakthrough Video: Mika Nakashima – Love Addict
- Best Video from a Film: Pink feat. William Orbit – Feel Good Time (aus 3 Engel für Charlie – Volle Power)
- Best Collaboration: Beyoncé featuring Jay-Z – Crazy in Love
- Best Live Performance: Ayumi Hamasaki
- Best Buzz Asia – Japan: Namie Amuro – Put ‘em Up
- Best Buzz Asia – South Korea: M – Just One Night
- Best Buzz Asia – Taiwan: Lee-Hom Wang – Last Night
- Inspiration Award: Janet Jackson
- Legend Award: Ozzy Osbourne

### 2005
- Video of the Year: Orange Range – Hana
- Album of the Year: Orange Range – MusiQ
- Best Male Video: Ken Hirai – Hitomi Wwo Tojite
- Best Female Video: Mika Nakashima – Sakuraio Mau Koro
- Best Group Video: Linkin Park – Breaking the Habit
- Best New Artist: Sambomaster – Utsukushiki Ningen no Hibi
- Best Rock Video: Hoobastank – The Reason
- Best Pop Video: Ketsumeishi – Kimi ni Bump
- Best R&B Video: Namie Amuro – Girl Talk
- Best Hip-Hop Video: Beastie Boys – Ch-Check It Out
- Best Video from a Film: Ken Hirai – Hitomi wo Tojite (aus Sekai no chûshin de, ai o sakebu)
- Best Collaboration: Jay-Z & Linkin Park – Numb/Encore
- Best Buzz Asia – Japan: Orange Range – Rocoroshon
- Best Buzz Asia – South Korea: Rain – It’s Raining
- Best Buzz Asia – Taiwan: Stefanie Sun – Running
- International Video Icon Award: Mariah Carey
- Most Impressive Performing Asian Artist: Namie Amuro

### 2006
- Video of the Year: Kumi Kōda – Butterfly
- Album of the Year: Orange Range – Natural
- Best Male Video: Ken Hirai – Pop Star
- Best Female Video: Kumi Kōda – Butterfly
- Best Group Video: Def Tech – Konomama
- Best New Artist: Rihanna – Pon de Replay
- Best Rock Video: Green Day – Boulevard of Broken Dreams
- Best Pop Video: Remioromen – Konayuki
- Best R&B Video: Ai – Story
- Best Hip-Hop Video: 50 Cent featuring Mobb Deep – Outta Control
- Best Reggae Video: Shōnan no Kaze – Karasu
- Best Dance Video: Gorillaz – Feel Good Inc.
- Best Video from a Film: Nana  starring Mika Nakashima – Glamourous Sky (aus Nana)
- Best Collaboration: Tomoyasu Hotei x Rip Slyme – Battle Funkatic
- Best Buzz Asia – Japan: Kumi Kōda – Trust You
- Best Buzz Asia – South Korea: Se7en – Start Line
- Best Buzz Asia – Taiwan: Jay Chou – Hair Like Snow
- Inspiration Award: Destiny’s Child
- Legend Award: Michael Jackson

### 2007
- Video of the Year: Kumi Kōda – Yume No Uta
- Album of the Year: Daniel Powter – Daniel Powter
- Best Male Video: DJ Ozma – Age Age Every Night
- Best Female Video: Kumi Kōda – Yume Np Uta
- Best Group Video: Exile – Lovers Again
- Best New Artist: Ne-Yo – So Sick
- Best Rock Video: My Chemical Romance – Welcome to the Black Parade
- Best Pop Video: Ai Ōtsuka – Ren'ai Shashin
- Best R&B Video: Ai – Believe
- Best Hip-Hop Video: Kreva – The Show
- Best Reggae Video: Shōnan no Kaze – Junrenka
- Best Dance Video: DJ Ozma – Age Age Every Night
- Best Video from a Film: Ai Ōtsuka – Ren'ai Shashin (aus Tada, kimi o aishiteru)
- Best Collaboration: U2 & Green Day – The Saints Are Coming
- Best Buzz Asia – Japan: Yuna Itō – Precious
- Best Buzz Asia – South Korea: TVXQ – O-Junh Ban Hop
- Best Buzz Asia – Taiwan: Mayday – Born to Lovers

### 2008
- Video of the Year: Exile – I Believe
- Album of the Year: Exile – Exil Love
- Best Male Video:  Ne-Yo –  Because of You
- Best Female Video: Fergie – Big Girls Don’t Cry
- Best Group Video: M-Flo Loves Emi Hinouchi, Ryohei, Emyli, Yoshika und Lisa – Love Comes and Goes
- Best New Artist: Motohiro Hata – Uroko
- Best Rock Video: Radwimps – Order Made
- Best Pop Video: Avril Lavigne – Girlfriend
- Best R&B Video: Namie Amuro – Hide & Seek
- Best Hip-Hop Video: Soulja Boy – Crank That
- Best Reggae Video: Shōnan no Kaze – Suirenka
- Best Dance Video: The Chemical Brothers – Do It Again
- Best Video from a Film: Hikaru Utada  – Beautiful World (aus Evangelion: 1.11 – You Are (Not) Alone.)
- Best Collaboration: Kumi Kōda feat. TVXQ – Last Angel
- Best Karaoke Song: Exile – Toki no Kakera
- Red Hot Award: Infinity 16
- Best Buzz Asia – Japan: Ai – I’ll Remember You
- Best Buzz Asia – South Korea: Cherry Filter – Feel It
- Best Buzz Asia – Taiwan: Andy Lau – One
- MTV Video Vanguard Award: Mariah Carey – Touch My Body
- MTV Rock the World Award: Takeshi Kobayashi und Kazutoshi Sakuraio

### 2009
- Video of the Year: Exile – Ti Amo (Chapter 2)
- Album of the Year:  Mr. Children – Supermarket Fantasy
- Best Male Video: Kreva – Akasatanahamayarawawon
- Best Female Video: Namie Amuro – New Look
- Best Group Video: Exile – Ti Amo (Chapter 2)
- Best New Artist: Kimaguren – Life
- Best Rock Video: Maximum the Hormone –  Tsume Tsume Tsume
- Best Pop Video: Katy Perry – I Kissed a Girl
- Best R&B Video: Namie Amuro – Sexy Girl
- Best Hip-Hop Video Teriyaki Boyz featuring Busta Rhymes and Pharrell – Zock On!
- Best Reggae Video: Han-Kun – Hotter than Hot
- Best Dance Video: Towa Tei featuring Miho Hatori – Mind Wall
- Best Video from a Film: Remioromen – Yume no Tsubomi (aus Kansen Retto)
- Best Collaboration: Nelly  & Fergie – Party People
- Best Karaokee! Song: Kimaguren – Life
- MTV Street Icon Award: Beastie Boys

### 2010 (MTV World Stage VMAJ)
- Video of the Year: Exile – Futatsu no Kuchibiru
- Album of the Year:  Exile – Aisubeki Mirai e
- Best Male Video: Justin Bieber featuring Ludacris – Baby
- Best Female Video: Namie Amuro – Fast Car
- Best Group Video: Tohoshinki – Share the World
- Best New Artist: Big Bang – Gara Gara Go!
- Best Rock Video: Superfly – Dancing on the Fire
- Best Pop Video: Big Bang – Koe o Kikasete
- Best R&B Video: Miliyah Katō – Aitai
- Best Hip-Hop Video Kreva – Speechless
- Best Reggae Video: Han-Kun – Keep It Blazing
- Best Dance Video: Lady Gaga – Poker Face
- Best Video from a Film: Juju with Jay'ed – Ashita ga Kuru Nara (aus Yomei Ikkagetsu no Hanayome)
- Best Collaboration: W-inds featuring G-Dragon – Rain Is Fallin’
- Best Karaokee! Song: Miliyah Katō feat. Shota Shimizu – Love Forever
- MTV Icon Award: Exile

### 2011 (MTV Video Music Aid Japan)
- Video of the Year: Lady Gaga – Born This Way
- Album of the Year: Kana Nishino – To Love
- Best Male Video: Bruno Mars – Just the Way You Are
- Best Female Video: Lady Gaga – Born This Way
- Best Group Video: Girls’ Generation – Tell me Your Wish (Genie)
- Best New Artist: Justin Bieber featuring Ludacris – Baby
- Best Rock Video: Tokio Hotel – Dark Side of the Sun
- Best Pop Video: Ikimono Gakari – Arigatō
- Best R&B Video: Rihanna – Only Girl (In the World)
- Best Hip-Hop Video: Eminem – Not Afraid
- Best Reggae Video: Iyaz – Replay
- Best Dance Video: Lady Gaga – Born This Way
- Best Video from a Film: Avril Lavigne – Alice (aus Alice im Wunderland)
- Best Collaboration: Eminem featuring Rihanna – Love the Way You Lie
- Best Karaokee! Song: Girls’ Generation – Tell me Your Wish (Genie)

### 2012
- Video of the Year: Exile – Rising Sun
- Album of the Year: Girls’ Generation – Girls’ Generation
- Best Male Video: Bruno Mars – It Will Rain
- Best Female Video: Namie Amuro – Love Story
- Best Group Video: 2PM – I’m Your Man
- Best New Artist: 2NE1 – I Am the Best
- Best Rock Video: One Ok Rock – Answer Is Near
- Best Pop Video: Ikimono Gakari – Arigatō
- Best R&B Video: Miliyah Katō – Yūsha-Tachi
- Best Hip-Hop Video: Kreva – Kijun
- Best Reggae Video: Sean Paul – She Doesn’t Mind
- Best Dance Video: Perfume – Laser Beam
- Best Video from a Film: Bump of Chicken – Good Luck (aus Always Sanchōme no Yūhi '64)
- Best Collaboration: Namie Amuro featuring After School – Make It Happem
- Best Chorepography: Perfume – Laser Beam (Choreografin: Mikiko)
- Best Karaokee! Song: Sonar Pocket – 365 Nichi no Love Story

### 2013
- Video of the Year: Exile Tribe – 24karats Tribe of Gold
- Album of the Year: 2PM – Legend of 2PM
- Best Male Video: Exile Atsushi – Melrose ~Aisanai Yakusoku~
- Best Female Video: Kana Nishino – Always
- Best Group Video: Sandaime J Soul Brothers from Exile Tribe – Hanabi
- Best New Artist: Carly Rae Jepsen – Call Me Maybe
- Best Rock Video: One Ok Rock – The Beginning
- Best Pop Video: Kyary Pamyu Pamyu – Fashion Monster
- Best R&B Video: Miliyah Katō featuring Wakadanna – Lovers Part II
- Best Hip-Hop Video: ASAP Rocky featuring Drake, 2 Chainz and Kendrick Lamar – Fuckin’ Problems
- Best Reggae Video: Iecca – Clown Love
- Best Dance Video: Big Bang – Fantastic Baby -Ver.Final-
- Best Video from a Film: One Ok Rock – The Beginning (aus Rurouni Kenshin)
- Best Collaboration: Miyavi vs Yuksek  – Day 1
- Best Chorepography: Momoiro Clover Z – Saraba, Itoshiki Kanashimitachi yo
- Best Karaokee! Song: Kyary Pamyu Pamyu – Fashion Monster
- Legend Award: TLC

### 2014

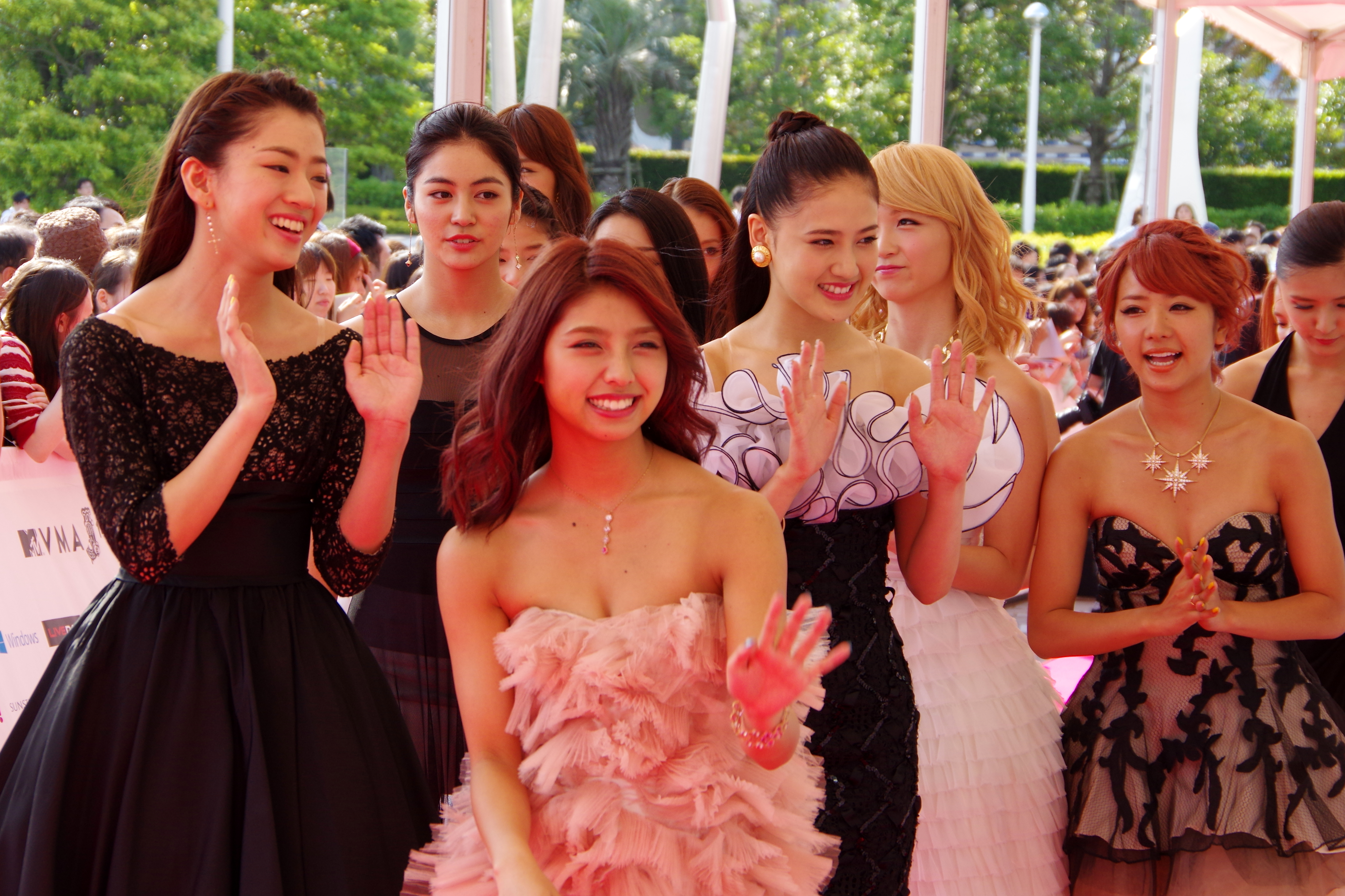
E-Girls auf den MTV Video Music Awards Japan 2014

- Video of the Year: Exile – Exile Pride ~Konnasekaiwoaisurutame~
- Album of the Year: Kyary Pamyu Pamyu – Nanda Collection
- Best Male Video: Exile Atsushi – Blue Dragon
- Best Female Video: Miley Cyrus – We Can’t Stop
- Best Group Video: Momoiro Clover Z – Gounn
- Best New Artist: Ariana Grande – Baby I
- Best Rock Video: One Ok Rock – Be the Light
- Best Pop Video: Lady Gaga – Applause
- Best R&B Video: Daichi Miura – I’m on Fire
- Best Hip-Hop Video: Sky-Hi – Ai Bloom
- Best Reggae Video: Lecca featuring Rhymester – Clown Love
- Best Dance Video: Perfume – Magic of Love
- Best Video from a Film: Gen Hoshino – Why Don't You Play in Hell? (aus Why Don't You Play in Hell?)
- Best Collaboration: T.M.Revolution × Nana Mizuki – Preserved Rose
- Best Chorepography: E-girls – Gomennasai no Kissing You
- Best Karaokee! Song: Kyary Pamyu Pamyu – Mottai Night Land

### 2015
- Video of the Year: Sandaime J Soul Brothers – Eeny, meeny, miny, moe!
- Best Male Video – Japan: Gen Hoshino – SUN
- Best Male Video – International: Pharrell Williams – Freedom
- Best Female Video – Japan: Namie Amuro – Birthday
- Best Female Video – International: Ariana Grande featuring Iggy Azalea – Problem
- Best Group Video – Japan: Sandaime J Soul Brothers – Eeny, meeny, miny, moe!
- Best Group Video – International: OK Go – I Won’t Let You Down
- Best New Artist – Japan: Doberman Infinity – Infinity
- Best New Artist – International: Years & Years – King
- Best Collaboration: Momoiro Clover Z & Kiss – Yume no Ukiyo ni Saitemina
- Best Rock Artist: Vamps
- Best R&B Artist: Daichi Miura
- Best Hip-Hop Artist: AK-69
- Best Metal Artist: Babymetal
- Best Dance Artist: Perfume
- Best Live Performance: Basement Jaxx mit Team Syachihoko
- Next Break Artist: Beat Buddy Boi

### 2016
- Video of the Year: Hikaru Utada – Manatsu no Tōriame
- Best Male Video – Japan: Yu Takahashi – Hikari no Hahen
- Best Male Video – International: Justin Bieber – Sorry
- Best Female Video – Japan: Hikaru Utada – Manatsu no Tōriame
- Best Female Video – International: Ariana Grande – Into You
- Best Group Video – Japan: Exile the Second – Shut Up!! Shut Up!! Shut Up!!
- Best Group Video – International: Fifth Harmony featuring Ty Dolla Sign – Work from Home
- Best New Artist – Japan: Suchmos – Mint
- Best New Artist – International: DNCE – Cake by the Ocean
- Best Album of the Year – Japan: Babymetal – Metal Resistance
- Best Album of the Year – International: Beyoncé – Lemonade
- Best Rock Video: Alexandros – Swan
- Best Metal Video: Babymetal – Karate
- Best Pop Video: Nissy – Playing with Fire
- Best R&B Video: Daichi Miura – Cry & Fight
- Best Hip-Hop Video: AK-69 – Flying B
- Best Dance Video: Boom Boom Satellites – Lay Your Hands on Me
- Best Choreography: Generations from Exile Tribe – Ageha
- Best Teen Choice Award: Sakura Fujiwara – Soup
- Inspirational Award Japan: The Yellow Monkey

### 2017

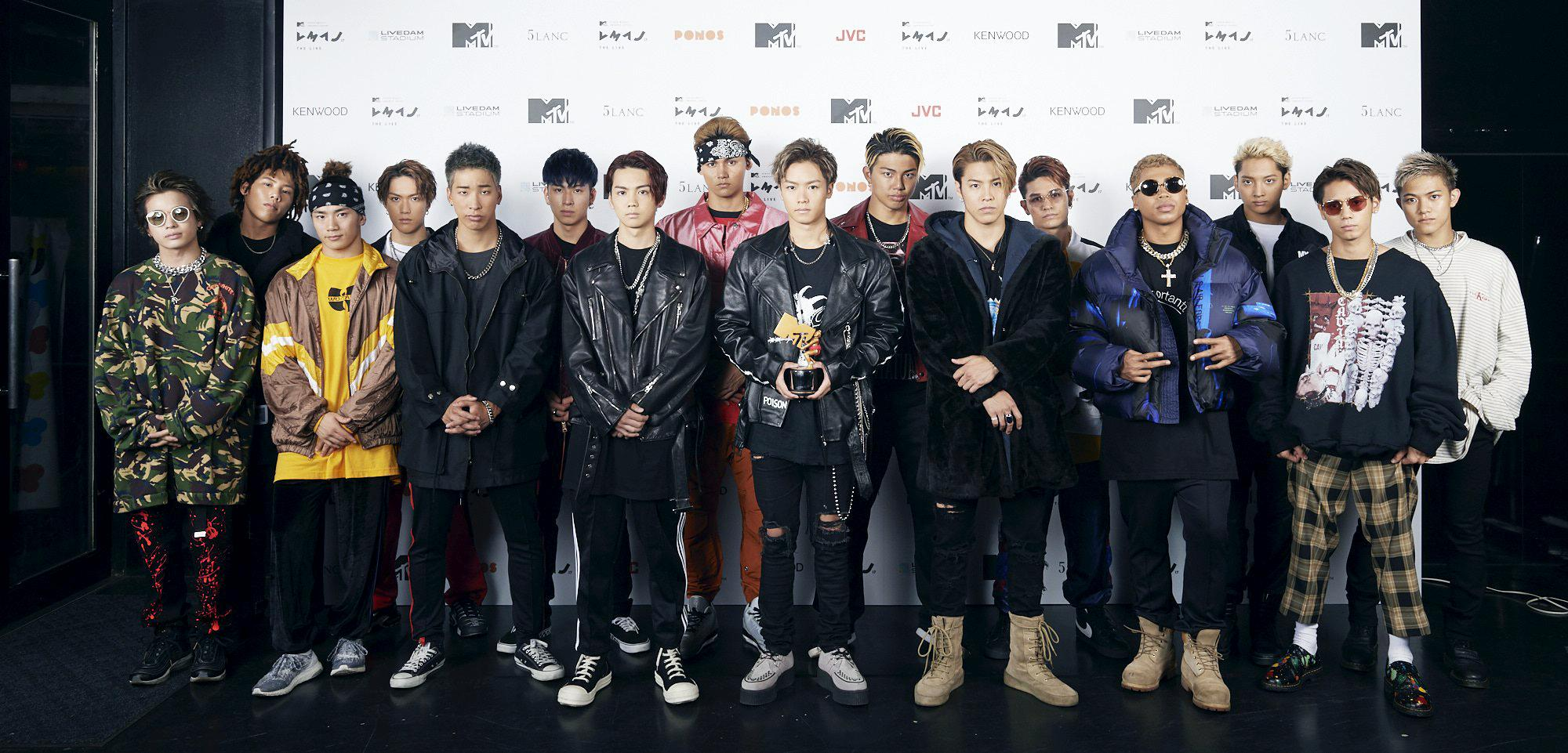
The Rampage from Exile Tribe auf den VMAJ 2017

- Video of the Year: Gen Hoshino – Family Song
- Best Male Video – Japan: Gen Hoshino – Family Song
- Best Male Video – International: Bruno Mars – That’s What I Like
- Best Female Video – Japan: Kana Nishino – Package
- Best Female Video – International: Katy Perry featuring Migos – Bon Appétit
- Best Group Video – Japan: Momoiro Clover Z – Blast!
- Best Group Video – International: The Chainsmokers featuring Halsey – Closer
- Best New Artist – Japan: The Rampage from Exile Tribe – Lightning
- Best New Artist – International: Shawn Mendes – Treat You Better
- Best Rock Video: Wanima – Charme
- Best Metal Video: Metallica – Hardwired
- Best Alternative Video: Rekishi – Katoku
- Best Pop Video: Ed Sheeran – Shape of You
- Best R&B Video: Daichi Miura – (Re)Play
- Best Hip-Hop Video: Kick the Can Crew – Thousand %
- Best Dance Video: Mondo Grosso – Labyrinth
- Best Choreography: Gen Hoshino – Koi
- Best Collaboration Video: Hikaru Utada featuring KOHH – Forget
- Inspired Award: Buck-Tick
- Best Buzz Award: Keyakizaka46

### 2018

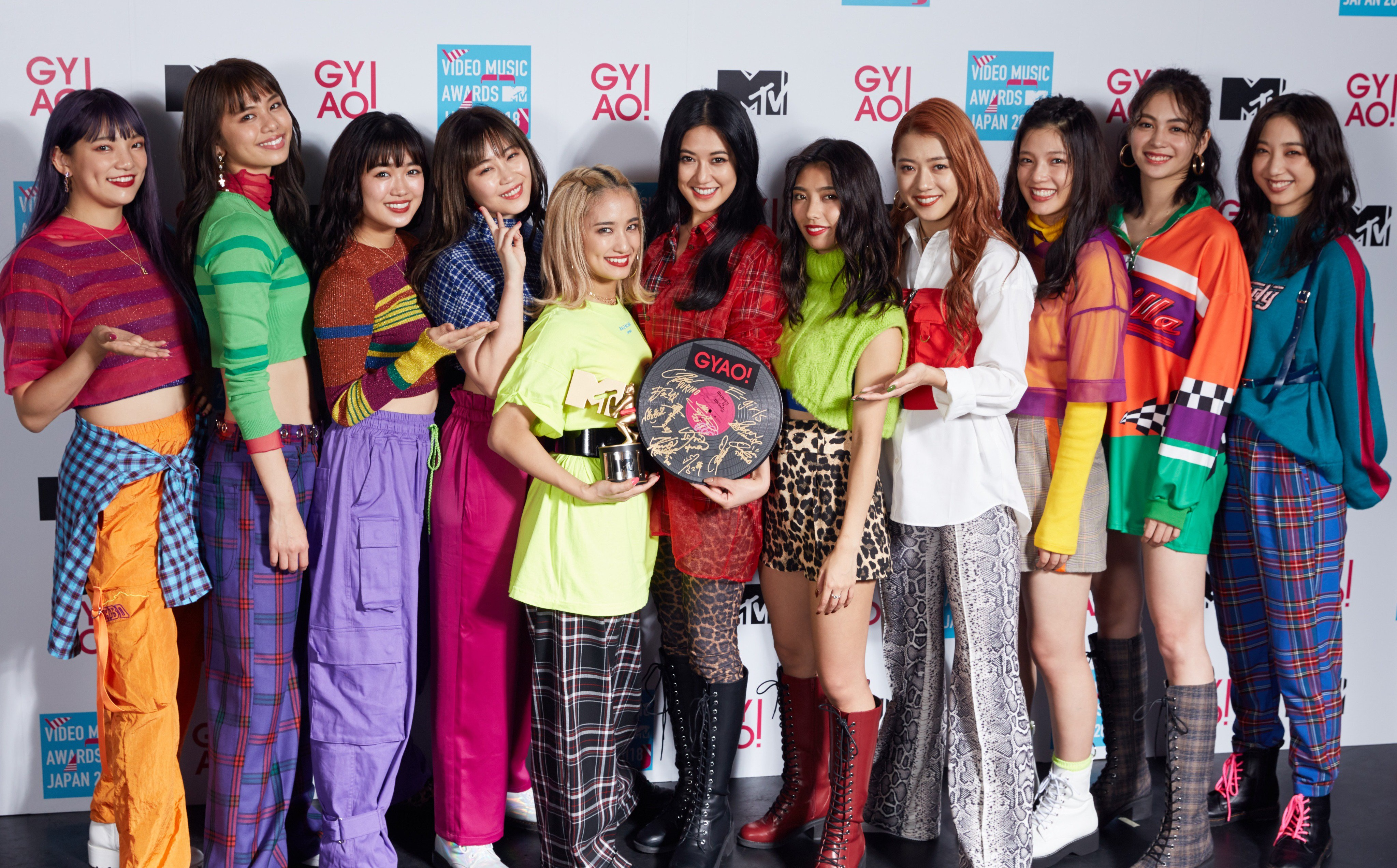
E-Girls auf den VMAJ 2018

- Video of the Year: Kenshi Yonezu – Lemon
- Best Male Video – Japan: Kenshi Yonezu – Lemon
- Best Male Video – International: Shawn Mendes – In My Blood
- Best Female Video – Japan: Aiko – Straw
- Best Female Video – International: Ariana Grande – No Tears Left to Cry
- Best Group Video – Japan: Keyakizaka46 – Ambivalent
- Best Group Video – International: BTS – Fake Love
- Best New Artist – Japan: Official Hige Dandism – No Doubt
- Best New Artist – International: Marshmello & Anne-Marie – Friends
- Best Rock Video: Wanima – Human
- Best Alternative Video: Dean Fujioka – Echo
- Best Pop Video: Gen Hoshino – Idea
- Best Hip-Hop Video: Ski-Hi – Marble
- Best Dance Video: Blackpink – Ddu-Du Ddu-Du
- Best Art Direction Video: Gen Hoshino – Idea
- Best Cinematography: Little Glee Monster – Sekai wa Anata ni Waraikakete Iru
- Best Choreography: E-Girls – Show Time
- Artist of the Year: Daichi Miura
- Album of the Year: Hikaru Utada
- Legend Award: Queen

### 2019
- Video of the Year: King Gnu – Hakujitsu
- Best Male Video – Japan: Daichi Miura – Katasumi
- Best Male Video – International: Khalid – Talk
- Best Female Video – Japan: Aimyon – Kon'ya kono mama
- Best Female Video – International: Taylor Swift – Me!
- Best Group Video – Japan: Keyakizaka46 – Kuroi Hitsuji
- Best Group Video – International: The 1975 – Sincerity Is Scary
- Best New Artist – Japan: King Gnu – Hakujitsu
- Best New Artist – International: Billie Eilish – Bad Guy
- Best Rock Video: Bump of Chicken – Aurora
- Best Alternative Video: BiSH – Stereo Future
- Best Pop Video: Masaki Suda – Machigai sagashi
- Best Hip-Hop Video: Kreva – Neiro~2019 Ver.
- Best Dance Video: Sakanaction – Wasurerarenai no
- Best Collaboration Video: Ringo Sheena und Hiroji Miyamoto – Kemono yuku hosomichi
- Best Choreography: Hinatazaka46 – Kyun
- MTV Rock the World Award: Glay
- Artist of the Year: One Ok Rock
- Song of the Year: Official Hige Dandism – Pretender
- Best Album of the Year: Gen Hoshino – Pop Virus
- Best Buzz Award: BTS
- Rising Star Award: The Boyz / Ballistik Boyz from Exile Tribe
- MTV Breakthrough Song: Foorin – Paprika

### 2020
- Video of the Year: Aimyon – Naked Heart
- Best Male Video – Japan: Kenshi Yonezu – Kanden
- Best Male Video – International: The Weeknd – Blinding Lights
- Best Female Video – Japan: Aimyon – Naked Heart
- Best Female Video – International: Dua Lipa – Break My Heart
- Best Group Video – Japan: Official Hige Dandism – I Love...
- Best Group Video – International: BTS – Dynamite
- Best New Artist – Japan: Macaroni Enpitsu – Kobito-gokko
- Best New Artist – International: Doja Cat – Say So
- Best Rock Video: King Gnu – Doron
- Best Alternative Video: Millennium Parade – Fly with Me
- Best Pop Video: Little Glee Monster – Ashiato
- Best R&B Video: Fujii Kaze – Nanina n w
- Best Hip-Hop Video: Creepy Nuts – Katsute Tensaidatta Oretachie
- Best Dance Video: NiziU – Make You Happy
- Best Collaboration Video: Lisa with Pablo – Play the World!
- Best Art Direction Video: Generations from Exile Tribe – One in a Million -kiseki no yoru ni-
- Best Cinematography: BiSH – Letters
- Best Choreography: Hinatazaka46 – Seishun no uma
- Artist of the Year: Daiki Tsuneta
- Song of the Year: Yoasobi – Yoru ni Kakeru
- Best Album of the Year: Babymetal – Metal Galaxy
- Music Video Breakthrough Song: Eito – Kōsui
- Best Buzz Award: Dish
- Rising Star Award: JO1
- Inspiration Award Japan: E-girls

### 2021
- Video of the Year: Official Hige Dandism – Cry Baby
- Best Solo Artist Video – Japan: Gen Hoshino – Fushigi
- Best Solo Artist Video – International: Billie Eilish – Happier Than Ever
- Best Group Video – Japan: Official Hige Dandism – Cry Baby
- Best Group Video – International: BTS – Butter
- Best New Artist – Japan: Sakurazaka46 – Nagaredama
- Best New Artist – International: Olivia Rodrigo – Drivers License
- Best Rock Video: Ryokuoushoku Shakai – Litmus
- Best Alternative Video: Zutomayo – Kuraku Kuroku
- Best Pop Video: Milet – Ordinary Days
- Best Latin Video: The Rampage – Heatwave
- Best Hip-Hop Video: Sky-Hi – To The First
- Best Dance Video: JO1 – Real
- Best Collaboration Video – Japan: Millennium Parade – U
- Best Collaboration Video – International: Coldplay – My Universe
- Best Art Direction Video: Hinatazaka46 – Tteka
- Best Visual Effects: Vaundy – Shiwaawase
- Best Shooting: Aina the End – Kinmokusei
- Best Choreography: Daichi Miura – Backwards
- Best Artist: Yoasobi
- Best Song: Yuuri – Dry Flower
- Best Album: Official Hige Dandism – Editorial
- MTV Pop the World Award: Nogizaka46
- Best Buzz Award: NiziU
- Rising Star Award: Be First
- MTV Breakthrough Song: Ado – Usseewa

### 2022
- Video of the Year: Sekai no Owari – Habit
- Best Solo Artist Video – Japan: Aimer – Zankyousanaka
- Best Solo Artist Video – International: Harry Styles – As It Was
- Best Group Video – Japan: Official Hige Dandism – Mixed Nuts
- Best Group Video – International: Blackpink – Pink Venom
- Best New Artist – Japan: INI – Rocketeer
- Best New Artist – International: Måneskin – Supermodel
- Best Rock Video: Macaroni Enpitsu – Nandemonai yo
- Best Alternative Video: Momoiro Clover Z – Mysterion
- Best Pop Video: Ryokuoushoku Shakai – Character
- Best R&B Video: Be First – Betrayal Game
- Best Hip-Hop Video: Sky-Hi – Just Breathe feat. 3racha und Stray Kids
- Best Dance Video: Sekai no Owari – Habit
- Best Collaboration Video: Tokyo Ska Paradise Orchestra – Free Free Free feat. Lilas Ikuta
- Best Story Video: CreepHyp – Night on the Planet
- Best Art Direction Video: King Gnu – Sakayume
- Best Visual Effects: Fujii Kaze – Damn
- Best Cinematography: Radwimps – Ningen Gokko
- Best Choreography: The Rampage from Exile Tribe – Ray of Light
- Artist of the Year: Vaundy
- Song of the Year: Ado – New Genesis
- Best Album of the Year: Aimyon – Falling into Your Eyes Record
- Group of the Year: Sakurazaka46
- MTV Dance the World Award: Takanori Iwata
- Best Live Performance: JO1
- MTV Breakthrough Song: Da-ice – Star Mine
- Best Buzz Award: Ive
- Rising Star Award: XG
- Inspiration Award Japan: BiSH
- Daisy Bell Award: Balloon – Pamela

### 2023
Die Preisträger in den jeweiligen Kategorien – ausgenommen Video of the Year – wurden am 27. Oktober 2023 bekannt gegeben. Der Gewinner des Preises für das Musikvideo des Jahres wurde im Rahmen der Preisverleihung am 22. November ermittelt. Folgende Künstler gewannen eine Auszeichnung:
- Video of the Year: Mrs. Green Apple – Que Sera Sera
- Best Solo Artist Video (Japan): Aiko – Hateshinai Futari
- Best Solo Artist Video (International): Olivia Rodrigo – Vampire
- Best Group Video (Japan): Nogizaka46 – Ohitori-sama Tengoku
- Best Group Video (International): Stray Kids – Case 143
- Best New Artist Video (Japan): ano – Chu, Tayōsei
- Best New Artist Video (International): Jvke – Golden Hour
- Best Collaboration Video (Japan): Millennium Parade feat. Sheena Ringo – Work
- Best Collaboration Video (International): Sam Smith & Kim Petras – Unholy
- Best Rock Video: 10-Feet – Dai Zero Kan
- Best Alternative Video: Mrs. Green Apple – Magic
- Best Pop Video: NiziU – Paradise
- Best R&B Video: Tomohisa Yamashita – Sweet Vision
- Best Hip-Hop Video: Bad Hop – Champion Road
- Best Dance Video: Sakurazaka46 – Star Over!
- Best Storytelling Video: Macaroni Enpitsu – Kanashimi wa Basu ni Notte
- Best Animation Video: Yoasobi – Idol
- Best Art Direction Video: Aina the End – Red:Birthmark
- Best Visual Effect: Mrs. Green Apple – Que Sera Sera
- Best Cinematography: Hinatazaka46 – Am I Ready?
- Best Choreography: Atarashii Gakko! – Otonablue
- Artist of the Year: Mrs. Green Apple
- Song of the Year: Yoasobi – Idol
- Album of the Year: Aiko – Ima no Futari o Otagai ga Miteru
- Group of the Year: Be:First
- Global Icon Award: Cha Eun-woo
- Best Asia Celebrity: Bright
- Best Asia Group: The Boyz
- Best Buzz Award: NewJeans
- Upcoming Dance & Vocal Group: DXTeen, Lil League
- Rising Star Award: Wolf Howl Harmony
- Daisy Bell Award: Marasy, Jin and Shōta Horie (Kemu) featuring Kagamine Rin – Shinjinrui